# Große Zirmbergschanze
Il Große Zirmbergschanze (letteralmente, in tedesco: "trampolino lungo dello Zirmberg") è un trampolino situato a Ruhpolding, in Germania, entro il complesso Chiemgau-Arena.

## Storia
Aperto nel 1961 e più volte ristrutturato, l'impianto ha ospitato una gara della Coppa del Mondo di salto con gli sci, nel 1992, e varie tappe della Coppa del Mondo di combinata nordica.

## Caratteristiche
Il trampolino lungo, dopo l'ultimo ampliamento, ha il punto K a 115 m; il primato di distanza appartiene al tedesco Ronny Ackermann (133 m nel 2005). Il complesso è attrezzato anche con salti minori K90 (trampolino Toni Plenk) e K65.